# ماهی خال‌خالی
ماهی خال‌مخالی یا اِسْقومْری اطلس (به انگلیسی: Atlantic mackerel) به یکی از انواع تون‌ماهیان گفته می‌شود.
ماهی خال‌مخالی شکم سپید و پشت سبزرنگ با نواره‌های آبی دارد و بومی شمال اقیانوس اطلس است.
در زبان ژاپنی سابا نامیده می‌شود و یکی از انواع سوشی است.